# Distrikt Cuenca (Huarochirí)
Der Distrikt Cuenca liegt in der Provinz Huarochirí in der Region Lima im zentralen Westen von Peru. Der Distrikt wurde am 5. April 1935 gegründet. Er besitzt eine Fläche von 67,6 km². Beim Zensus 2017 wurden 480 Einwohner gezählt. Im Jahr 1993 lag die Einwohnerzahl bei 423, im Jahr 2007 bei 392. Sitz der Distriktverwaltung ist die 2780 m hoch gelegene Ortschaft San José de los Chorrillos mit 115 Einwohnern (Stand 2017). San José de los Chorrillos befindet sich 32,5 km südsüdwestlich der Provinzhauptstadt Matucana.

## Geographische Lage
Der Distrikt Cuenca befindet sich in der peruanischen Westkordillere südzentral in der Provinz Huarochirí. Der Río Canchahuara, ein linker Nebenfluss des Río Lurín, fließt entlang der nordöstlichen Distriktgrenze nach Nordwesten.
Der Distrikt Cuenca grenzt im Süden an den Distrikt Santo Domingo de los Olleros, im Westen an den Distrikt Antioquía, im Norden an den Distrikt Lahuaytambo sowie im Nordosten und im Osten an den Distrikt Langa.

## Ortschaften
Im Distrikt gibt es neben dem Hauptort folgende größere Ortschaften:
- San Martin de Orcocoto
- Santa Cruz de Lanchi
- Santa Rosa de Matarachi